# Sierck-les-Bains
Sierck-les-Bains è un comune francese di 1 760 abitanti situato nel dipartimento della Mosella nella regione del Grand Est.

## Società

### Evoluzione demografica
Abitanti censiti